# Lucart
Lucart S.p.A. è un'azienda italiana produttrice di carta. Ha sede a Porcari, all'interno del distretto cartario lucchese.

## Storia[3]
Nel 1953 i fratelli Tarcisio, Fernando, Eliseo, Alessandro e Raffaello Pasquini fondano a Villa Basilica (LU), un'azienda cartaria denominata Cartiera Lucchese dei fratelli Pasquini, dedicata alla fabbricazione di carte monolucide per imballaggi flessibili.
L'azienda si amplia nel 1966, trasferendosi a Porcari (LU).
Verso la fine degli anni ottanta il gruppo si rivolge al mercato igienico-sanitario. Nel 1988 si ha l'acquisizione dello stabilimento di Diecimo, dedito alla produzione di carta tissue e alla sua trasformazione (carta igienica, asciugatutto, tovaglioli, asciugamani). Cinque anni dopo l'azienda si espande anche in Francia, dove viene fondata Cartiera Lucchese France: la società ha lo scopo di gestire i clienti francesi.
Nel 1998 vengono fondate la società commerciale Lucart Iberica e la Lucart France sas (stabilimento di Troyes).
Nel 2007 viene costituita Fato Professional srl, società che ha rilevato la gestione di Fato Italia srl, azienda leader produttrice di tovaglie e tovaglioli colorati e decorati per il mercato Ho.re.ca.
Nel 2008 consolida la propria presenza nel mercato francese con l'acquisizione del ramo tissue di Novacare s.a. con lo stabilimento di Laval-sur-Vologne quasi interamente dedicato alla produzione di articoli per il mercato AFH (away from home).
Nel 2009 Cartiera Lucchese Group cambia il nome in Lucart Group. Nell'anno seguente viene realizzato il primo impianto che permette di produrre carta 100% ecologica da fibre di cellulosa dei contenitori Tetra Pak.
Nel 2012 acquisisce gli stabilimenti italiani dell'americana Georgia-Pacific di Castelnuovo Garfagnana (LU) e Avigliano (PZ) ed i marchi Tenderly e Tutto. Contestualmente, Georgia-Pacific Italia srl, cambia la propria ragione sociale in Airtissue srl.
Dal primo aprile 2013 tutte le società italiane del gruppo si sono fuse in un'unica società denominata Lucart spa.
Nel 2016 il Gruppo acquisisce gli assett della società ungherese Bokk Paper KFt. e rinomina la società acquisita in Lucart Kft.
Nel 2018 il Gruppo acquisisce, tramite la controllata Lucart Iberica S.L.U., la società CEL Technologies S.L.U. in Spagna e la rinomina in Lucart Tissue & Soap S.L.U.
Nel 2021 il Gruppo acquisisce tramite la capogruppo Lucart Spa il 100% del capitale sociale della britannica ESP Ltd (Essential Supply Products Ltd)
NEl 2021 Lucart fonda, insieme a CPR System, una nuova società partecipata chiamata Newpal Spa che si occuperà della stampa e commercializzazione di pallet in plastica riciclata derivante dal recupero dei cartoni per bevande tipo Tetra Pak

## Prodotti
Il gruppo produce carta di bassa grammatura per imballaggi flessibili e prodotti tissue in pura cellulosa e carta disinchiostrata, a logo Lucart Professional, Grazie, Tenderly, Tutto, Fato, Velo, Smile o per private labels. Inoltre produce la materia prima per l'industria cartotecnica (sacchetti, carte da regalo, carte da accoppiare a polietilene e alluminio). È il principale produttore europeo di carte monolucide sottili per imballaggi flessibili e tra i primi dieci di carta per uso igienico.

## Organigramma[17]
- Massimo Pasquini, Amministratore Delegato e Presidente Consiglio di Amministrazione;
- Alessandro Pasquini, Consigliere;
- Sandro Pasquini, Consigliere;
- Francesco Pasquini, Consigliere;
- Guido Carissimo, Consigliere indipendente;
- Massimo Innocenti, Consigliere indipendente;